# 珊卓·布拉克
珊卓·安妮特·布拉克（英語：Sandra Annette Bullock，1964年7月26日—），美國女演員、编剧和制片人。她成名于1990年代，代表作包括《捍衛戰警》和《二見鍾情》，自此確立好萊塢一線女星的地位。2010年憑在電影《攻其不備》中的演出贏得第82屆奧斯卡最佳女主角獎。

## 早年生活
出生於維吉尼亞州阿靈頓縣，父親約翰·W·布拉克為五角大廈承包商，母親海各·D·麥爾是一名德國歌劇唱家，不過已於2000年4月4日因癌症與世長辭。布拉克外祖父是一名紐倫堡的火箭科學家，後來布拉克在紐倫堡住到了12歲之後，開始與她的母親展開歌劇巡迴演出，也因此布拉克的童年除了住在德國外也住在歐洲的其他地方，布拉克自小也從媽媽身上學習芭蕾舞以及演唱藝術。
布拉克高中時就讀華盛頓李高校，並且是一名啦啦隊員，還曾經與足球隊員約會過。1982年畢業後進入東卡羅來納大學，在這期間曾經做過服務生，不過後來為了投入演藝圈而在讀了大學三年後休學，後來前往曼哈頓做演員的試聽，並且讓自己投身多項工作融入社會（酒保、酒吧女招待、衣帽間管理員）。
布拉克後來還是在東卡羅萊納大學完成了學業，拿到了學士學位，布拉克會說一口流利的德語。

## 演員生涯
當身在紐約之時，珊卓在邻里剧场表演学校（The Neighborhood Playhouse）學習戲劇課程。她在許多個學生電影中現身，而且稍後也在外百老匯的戲劇"No Time Flat"中領銜演出。導演 亞倫·J·雷維對珊卓的演出印象深刻，並且提供她在1989年的電視電影作品《Bionic Showdown: The Six Million Dollar Man and the Bionic Woman》中的演出機會。在本片拍攝完畢之後，珊卓留在洛杉磯，在幾部獨立電影中演出小角色，也在NBC電視1990年的短篇現場影片《Working Girl》 中演出主要角色。之後她接拍了幾部電影，1992年的《浪漫女人香》、1993年的《愛情這玩意》與《蠻荒天使》。之後珊卓憑藉在1993年的動作片《超級戰警》（Demolition Man）的突出表現，獲得了出演次年上映的電影《捍衛戰警》（Speed）女主角安妮一角的機會。《捍衛戰警》在全球範圍內取得巨大成功，票房突破3億500萬美元，成為她演藝生涯中第二賣座的影片。
接著珊卓接拍的《二見鍾情》、《網絡上身》、《殺戮時刻》均在票房上取得不俗成績，正式確立好萊塢一線女星地位。同时憑藉在《二見鍾情》中的演出，珊卓還獲得了金球獎最佳音樂及喜劇類電影女主角的提名。1997年珊卓拍攝《捍衛戰警2》時接受了1100萬美金的片酬，而在《麻辣女王2》中則接受了1750萬美金的片酬。
在1996年與1999年，珊卓被《人物》杂志评選為世界上最美麗的50個人物之一，她在《帝国》杂志所列出的「世界上100名永遠的電影明星」中名列第58名。她出席了2002年表揚她傑出表現的「Raul Julia Award」，身為情境喜劇《The George Lopez Show》的製作人，她為了拓展事業成立了公司。
在2004年，珊卓在電影《衝擊效應》（Crash）中演出配角的角色，並因此片的演出獲得正面評價，也些影評認為這是她演藝生涯中最棒的一次演出。稍後珊卓在電影《跳越時空的情書》（The Lake House）中現身，這部浪漫劇情片中，她再度和同演《捍衛戰警》的演員基努·李維攜手演出，本片在2006年6月16日發行，因為在本劇中兩位主人翁的角色因故事所需而分開演出 (本劇情節是關於時空旅行)，珊卓與基努·李維在演出期間只有兩週是一起共同拍攝的。在同一年，珊卓在電影《柯波帝：冷血污名》（Infamous）中現身，此劇中她扮演作家哈波·李（Harper Lee）。珊卓也在電影《亡命感應》（Premonition）中與朱利安·麥可馬洪一同演出，本劇於2007年的3月發行。
2010年以電影《攻其不備》获得奧斯卡最佳女主角獎，但在奧斯卡典禮的前一天也以另一部電影《求愛女王》獲得金酸莓獎最爛女主角，創下首位在同一年以來同時獲得的奧斯卡獎和金酸莓獎的记錄。
珊卓在2005年3月24日接受了好萊塢星光大道上的一顆星，2007年1月份，珊卓以8500萬元的淨值，名列富比士（Forbes）雜誌娛樂圈第十四名富有的女性。
2013年在墨西哥导演艾方索·柯朗执导的3D科幻灾难片《地心引力》中饰演险境求生的航天员莱恩·斯通博士，其演出获得广泛好评，并获得金球奖、美国演员工会奖、英国电影学院奖和奥斯卡金像奖最佳女主角提名。

## 企業經營者身份
珊卓管理自己的製作公司「Fortis Films」，她的姊妹傑西娜·布拉克·布拉杜是此公司的董事長，而她的父親約翰·布拉克則是這家公司的執行長。珊卓是《George Lopez》的製作人，電視網在五月錄製這齣情境喜劇，即使在企業上並不見得是有實質獲利的盤算，且得使珊卓耗資1000萬美金，珊卓仍嘗試製作一部由作家F.X.吐爾的短篇故事《登峰造擊》所改編的電影，雖未能在女性的票房中吸引注意，但這個故事最終在2004年的奧斯卡金像獎中獲獎項。珊卓的公司Fortis Films同樣製作了她自己主演的影片《求愛女王》。另外与此同時，她还致力於她的「Austin餐廳」、「Bess Bistro」與其第一個行銷企畫──一系列的有機蠟燭。

## 私人生活
布拉克曾經與演員坦特·唐納文訂婚，當時他們是在拍攝Love Potion No. 9而相遇，不過他們的關係只維持了4年。她也曾經與美式足球選手東尼·艾克曼約會過，或是吉他手蓋·佛西斯、史帝夫·巴希米、澳洲音樂家包伯·史奈德、瑞恩·高斯林、马修·麦康纳交往過。不過最後都沒有繼續交往下去。
布拉克於2005年7月16日嫁給电视节目主持人傑西·詹姆斯，兩人是在布拉克為十歲教子準備聖誕禮物時認識的。布拉克與先生的婚姻上還曾經註明過：
|  | 經過了求愛期或是情書……我也學習到身為一個人的事，我並不是特別想要、需要、或是刻意尋找，只是因為我的先生是個很強壯的人。我真的感到很幸運我的先生會選上我……我總是對於婚姻死心，然後你們就會對我勸說：「你最好停下你現在的事業並且開始做個小好妻子。」而現在你們則會對我說：「我的天啊！你現在在你剩餘的一生只能和一个人做愛了！」而我也希望我能夠在剩餘的一生只與他做愛－因為我很喜歡如此！ |

於2010年3月，傳媒揭發傑西與多名女子的外遇醜聞，傑西於3月18日向布拉克發表公開道歉信，希望挽救婚姻，但兩人最終於6月正式離婚。同時，布拉克宣佈會以單身母親身份，繼續收養她與傑西在四年前開始申請、並於2010年1月正式領養的男嬰Louis Bardo Bullock。後來布拉克在2015年起與攝影師布萊恩·蘭德爾（英語：Bryan Randall）相戀，布萊恩在2023年8月5日因為肌萎縮性脊髓側索硬化症逝世
布拉克曾經在2000年12月20日逃離了Jackson Hole機場的空難。後來在2001年震驚全世界的911恐怖攻擊事件時，布拉克當時下榻在Soho Grand旅館，而這旅館就離世貿中心只有12個街區的距離，當布拉克在旅館房間內目睹此事發生時，她立即到附近的醫院提供救援，並且在全紐約電話線癱瘓時，利用自身的空閒時間使用Palm發送e-mail替受傷的人聯絡到他們的家人。
布拉克曾三度捐贈100萬美元至美國紅十字會，第一次是911恐怖攻擊事件，第二次則是南亞大海嘯，第三次是海地大地震。

## 外部連結
- （英文） Sandra Bullock在互联网电影资料库（IMDb）上的資料（英文）
- （英文） Sandra Bullock在TV.com
- （荷兰文） 荷蘭珊卓布拉克後援會 （页面存档备份，存于）
- （英文） 珊卓布拉克中央影迷社區